# アストンマーティン・DB1

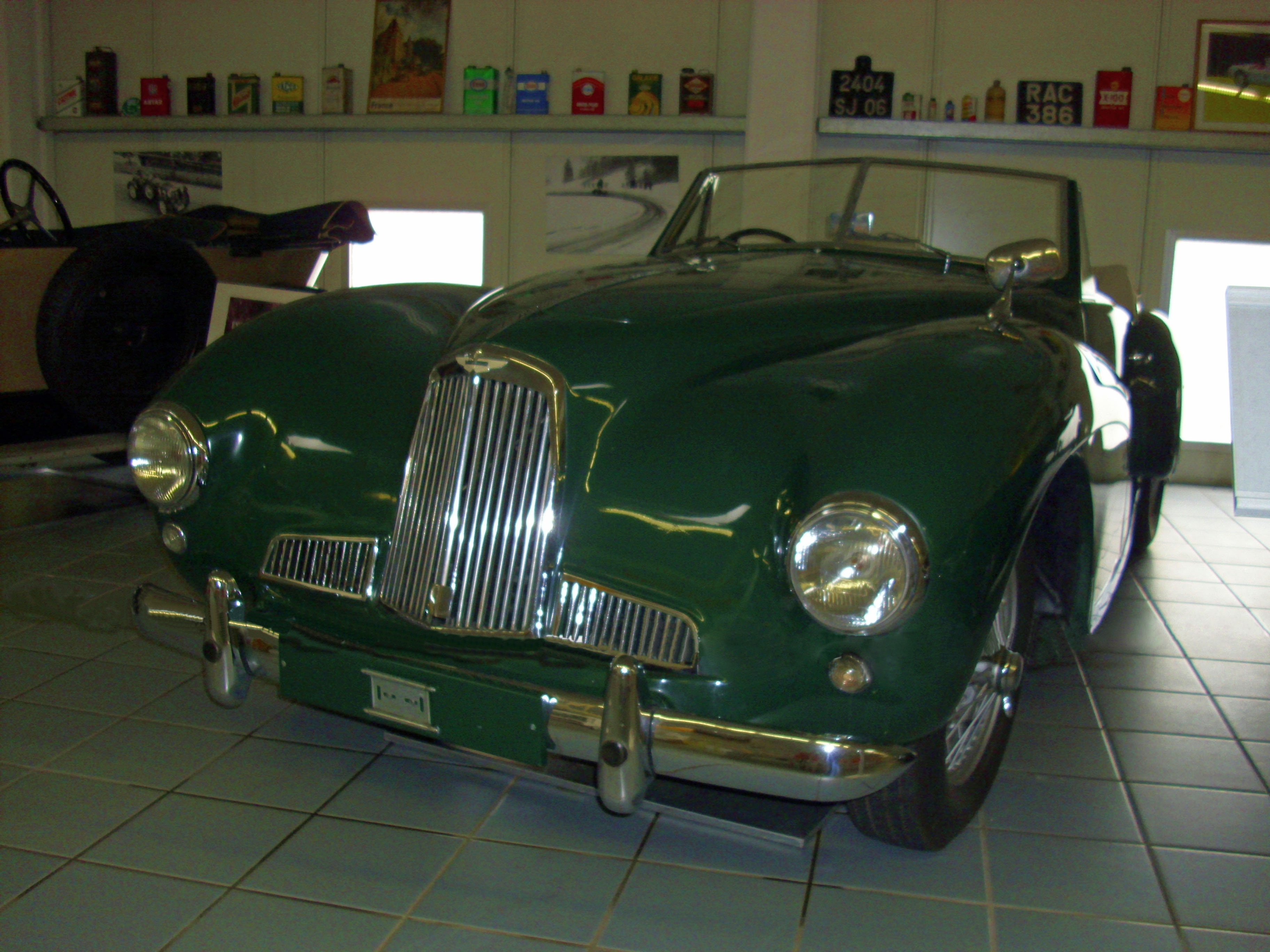
DB1

DB1はイギリスの高級スポーツカーメーカー・アストンマーティンが1948年から1950年まで生産したスポーツカーである。アストンマーティンが実業家・デヴィッド・ブラウンの経営となってから初の生産車であることから後年になって「DB1」と呼ばれているが、当時の正しい車名はアストンマーティン2リッター・スポーツ（Aston Martin 2-Litre Sports ）である。生産台数は15台に過ぎないが、日本にも最近になって少なくとも1台が輸入されている。

## 概要
発表は1948年の英国国際モーターショーであった。ベースとなったのはアストンマーティンのクロード・ヒル（Claude Hill ）が第二次世界大戦中に開発していた「アトム」と呼ばれた排気量1,970ccの2ドアセダン型試作車で、鋼管チューブフレームに直列4気筒エンジンを備えていた。
1947年にトラクターなどの製造で財を成した実業家デヴィッド・ブラウンが経営権を取得すると、このプロジェクトは実現に向かって動き始める。プロトタイプは1948年のスパ・フランコルシャン24時間レースにエントリーされ、初戦にもかかわらず優勝を遂げ、その性能と耐久性をアピールした。この車はサイクルフェンダーを持つシングルシーターのレーシングカーであったが、ブラウンの命令により同じエンジンを用いて開発された2座スポーツカーが「2リットルスポーツ」として市販化された。エンジン出力は90馬力と当時の2,000ccクラスでは高性能で、ふくよかな独立式フェンダーを持つ過渡的なデザインの車体が軽量だったこともあって最高速度は150km/hに達した。また、このモデルで初めて用いられた3分割式のフロントグリルは今日までアストンマーティン車のアイデンティティとなっている。
1950年には後継車のラゴンダ製直列6気筒エンジンと、フェンダーがボディと完全に一体化した近代的なスタイルのDB2が発表されて世代交代した。

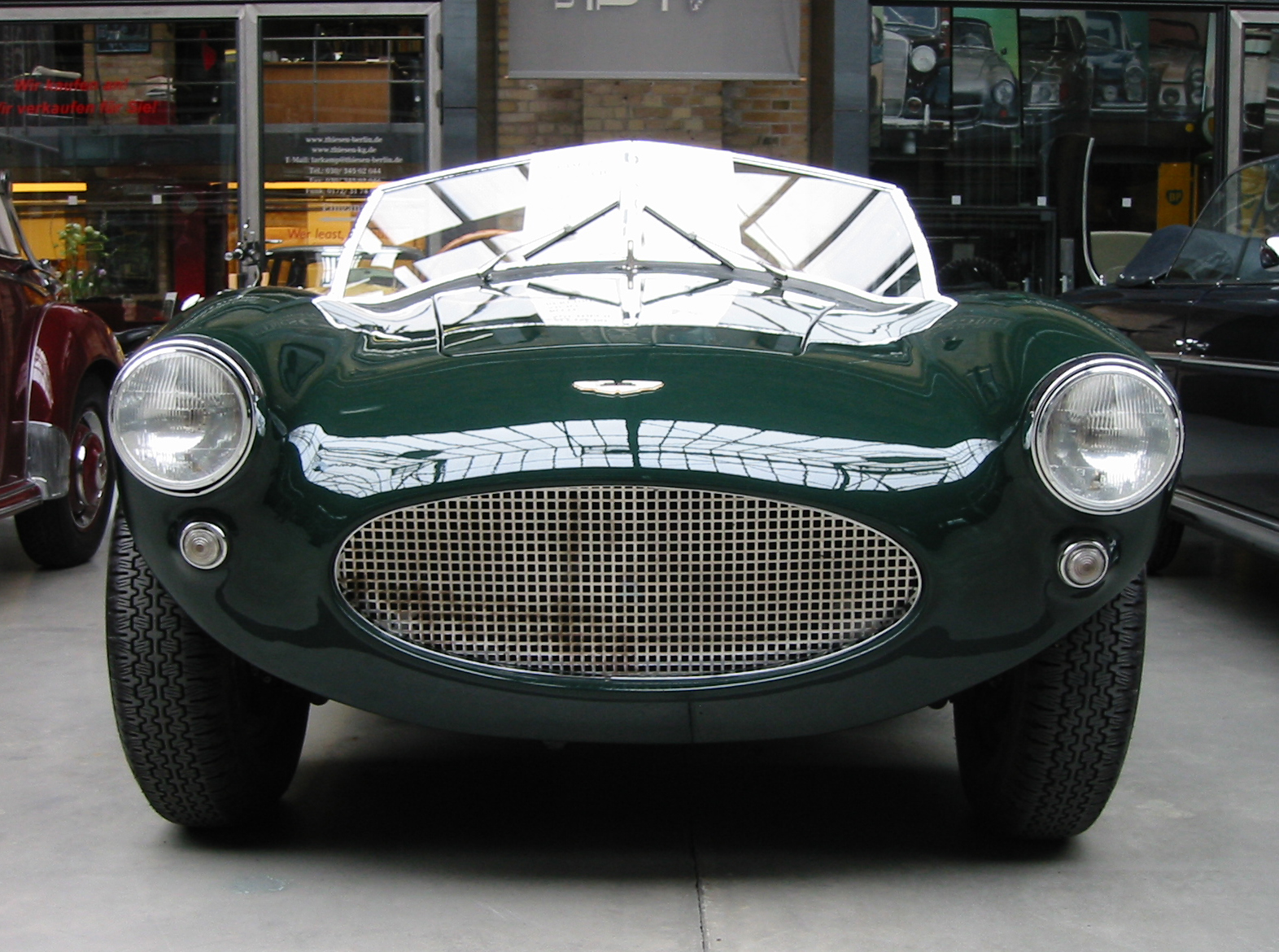
前
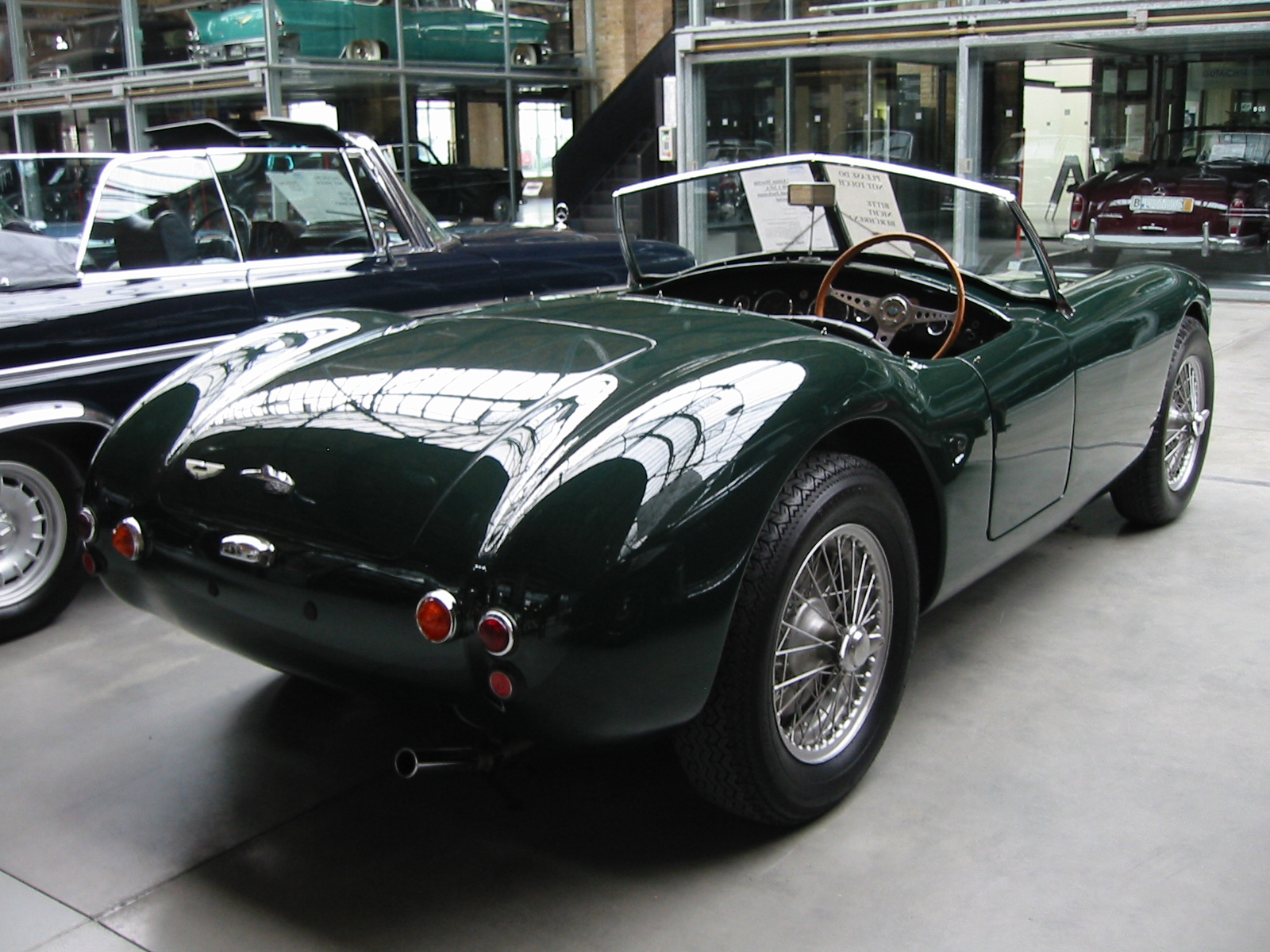
斜め後ろ
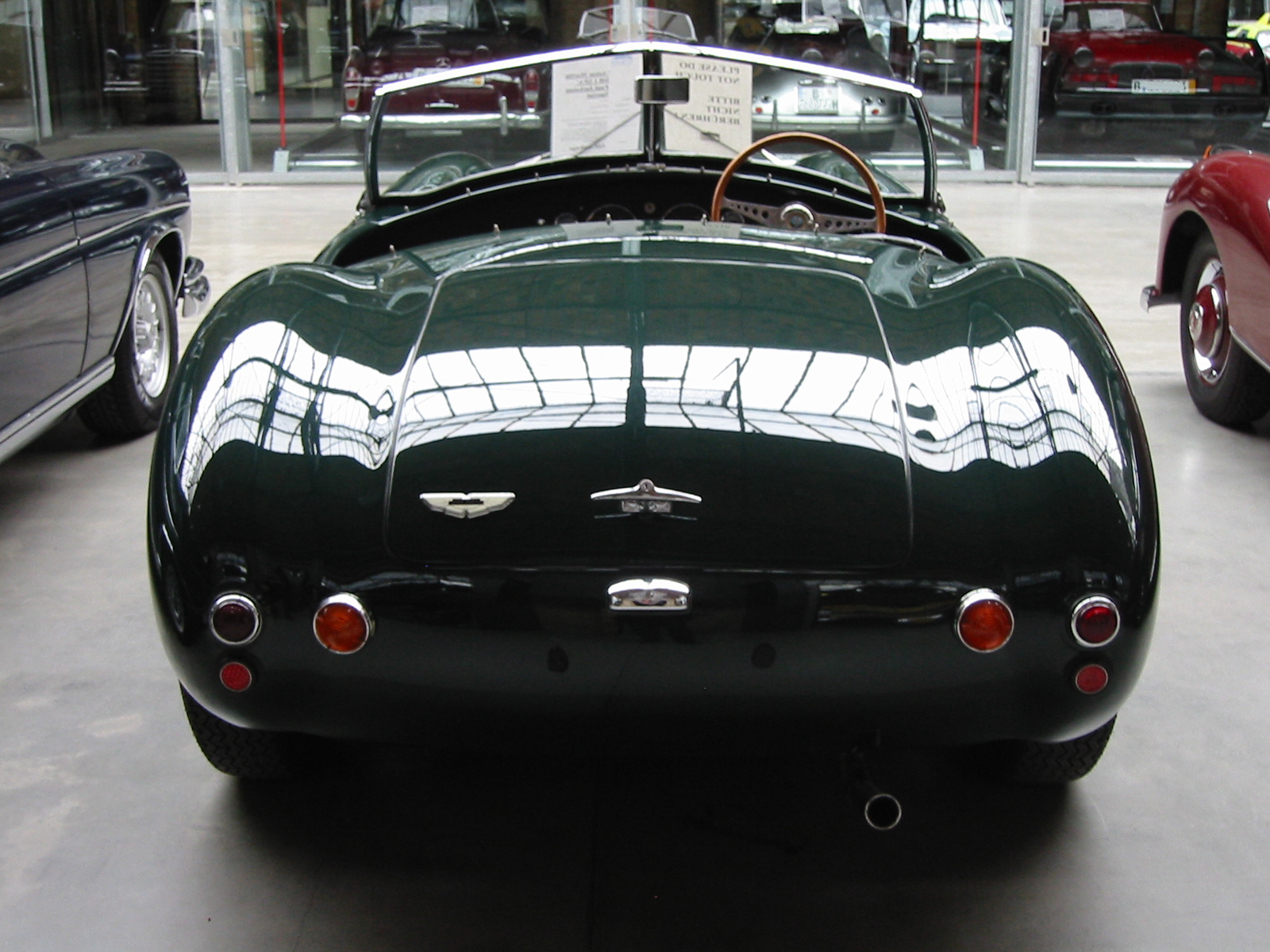
後ろ
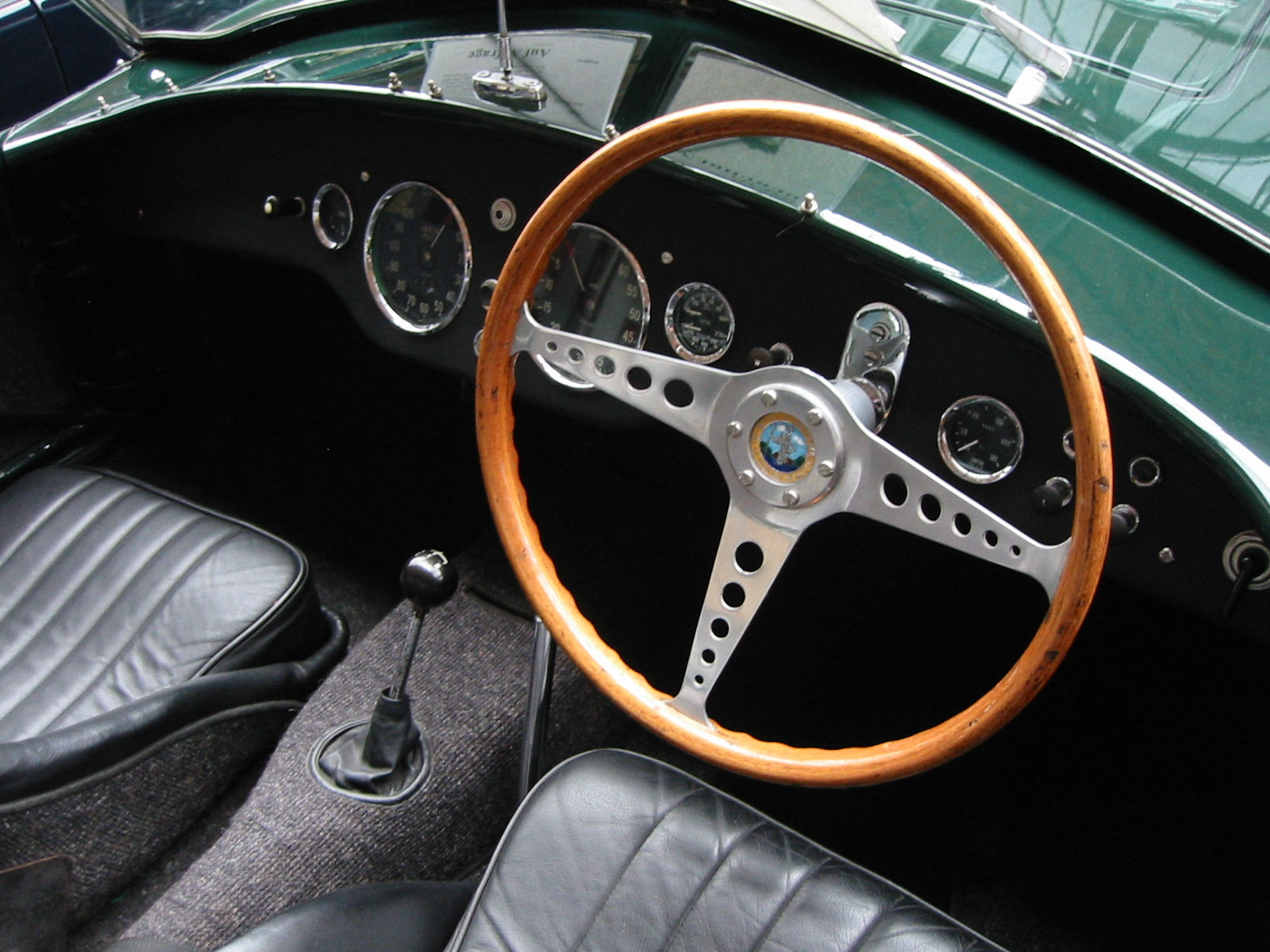
運転席
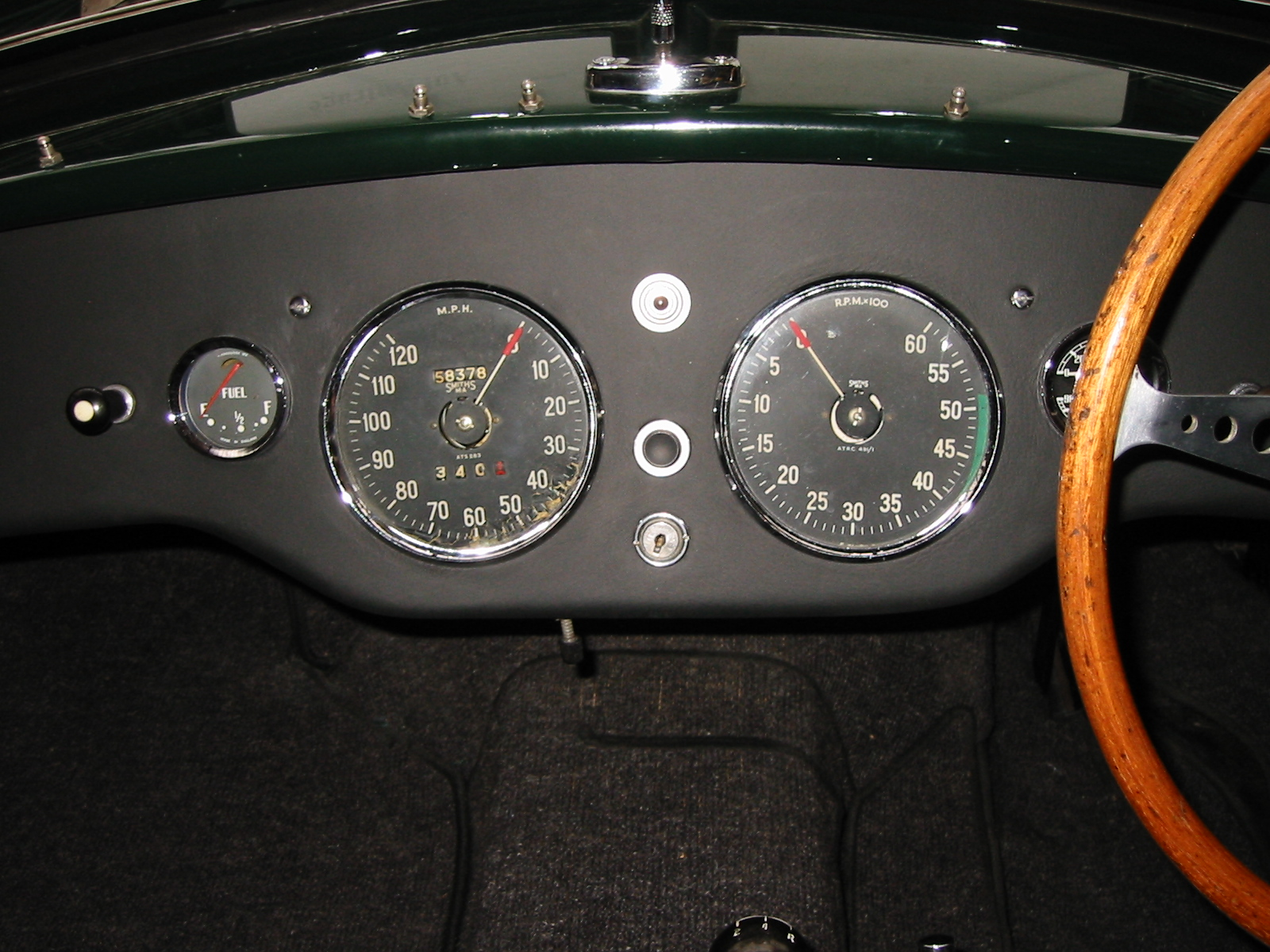
メーターパネル